# Pedofilie

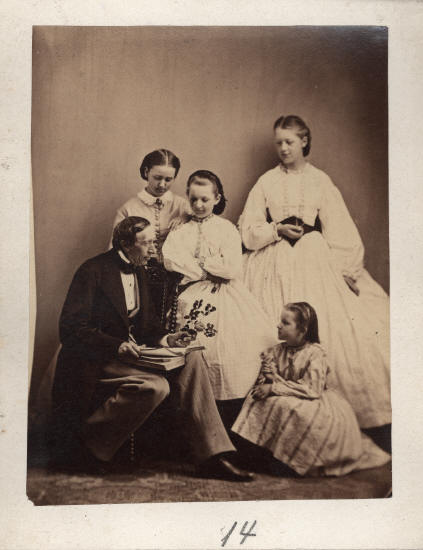
Hans Christian Andersen, uváděný sexuálním psychologem Petrem Weissem mezi typickými příklady pedofilů, čte dětem. Rok 1863.

Pedofilie je v odborném pojetí trvalá nebo dlouhodobá náklonnost či reaktivita s erotickým rozměrem převážně nebo výlučně vůči nedospělým osobám, chlapcům nebo dívkám. Pedofil je člověk, kterého sexuálně přitahují převážně nebo výlučně předpubertální děti nebo děti v rané pubertě a rovněž se do dětí je schopen zamilovat.  V neodborném užití a zvláště masmédiích je často užíváno slovo pedofilie v posunutém významu, jako označení pro sexuální aktivity s dětmi (popřípadě vůbec s osobami pod tzv. zákonnou věkovou hranicí) nebo nakládání s dětskou pornografií (výrobu, držení, šíření, užívání).
Označení pochází z řeckého slova paidofilia (παιδοφιλια) = láska k dětem, složeného ze slov pais (παις) = dítě, chlapec a filia (φιλια) = láska, přátelství. Původně starořecký výraz uměle zavedl jako součást psychiatrického termínu „paedophilia erotica“ v roce 1886 ve spise Psychopathia sexualis vídeňský psychiatr Richard von Krafft-Ebing. V antickém Řecku údajně slovo užívali někteří básníci jako synonymum běžného výrazu pederastie, a to z důvodů spíše metrických, nežli významových. Slovo pederastie neoznačovalo ani trvalý osobnostní sklon, ani pouhou sexuální praktiku, ale typ meziosobního vztahu.
Ve statistickém manuálu DSM-IV je řazena mezi parafilie, MKN-10 ji řadí mezi poruchy sexuální preference, někteří odborníci, např. Fred Berlin nebo Ray Blanchard a jím vedená pracovní skupina pro přípravu DSM-5, ji zároveň označují za sexuální orientaci. Podle klasifikace MKN-10 i DSM-IV se považuje jakákoliv parafilie za poruchu pouze tehdy, pokud způsobuje svému nositeli distres a osobní či sociální problémy – tedy ani egosyntonní nekriminální pedofil nesplňuje kritéria pedofilie jako poruchy; DSM k tomuto pojetí přešla od IV. vydání, tedy od roku 1994. Ray Blanchard navrhuje odlišit parafilie (které samy o sobě nenaplňují znaky poruchy) od parafilní poruchy, tedy i odlišit pedofilii (která sama o sobě psychiatrickou poruchou není) od pedofilní poruchy, a konsensus na tomto rozlišení prohlásila i pracovní podskupina přípravy DSM-5 pro parafilie, vedená Blanchardem.
Vzhledem k neustálenosti a nepřesnosti definice nelze výskyt pedofilie v populaci vyčíslit způsobem, který by přesahoval kontext konkrétní metody zjišťování.
Opakem pedofilie je misopedie či mizopedie, jak se označuje (chorobná) nenávist a pohrdání k dětem. Člověk s tímto sklonem se v angličtině nazývá „misopedist“. Misopedie se může projevovat například agresivní zlomyslností a krutostí. V českých definicích se někdy vztahuje jen k vlastním dětem.

## Definice

### Věk dětí
V některých definicích je pedofilie zúžena jen na reaktivitu vůči osobám s dosud nevyvinutými druhotnými pohlavními znaky. Podle jiných definic a pojetí (například i v Krafftově-Ebingově definici) pedofilní reaktivita obvykle (typicky) zahrnuje kromě předpubertálních dětí i děti v rané pubertě a nezřídka i ty dospívající a mladé dospělé (postpubescentní adolescenty), jejichž vzhled či jiné projevy si zachovaly dětské rysy. Dospívající tak obvykle jsou velmi přitažliví jak pro pedofily, tak pro lidi s převažujícím zaměřením teleiofilním („na dospělé“).

### Výlučnost nebo převaha
Obvykle se za pedofilii označuje jen výhradní nebo převažující reaktivita vůči dětem. Obdobná schopnost zamilovat se do dítěte, být jím citově přitahován, popřípadě reagovat na ně genitálním vzrušením je však v jisté (nedominantní) míře vlastní značné části populace, pravděpodobně většině.[zdroj?] Rovněž podíl populace, který při falografickém vyšetření vykazuje na „dětské“ podněty stejnou nebo výraznější reakci než na „dospělé“ podněty, udávají výsledky studií spíše v desítkách procent, zatímco podíl lidí považovaných z důvodu pedofilie za úchylné (deviantní, parafilní) bývá obvykle udáván spíše v jednotkách nebo desetinách procent.

### Pravá pedofilie a náhražkové a situační chování
Definice obsažené v nozologických klasifikacích „duševních poruch a poruch chování“ se omezují na konfliktní aspekty a projevy, které jsou obvykle považovány za příznačné pro pedofilii, tedy nutkavost tužby po zakázaných sexuálních aktivitách s dětmi nebo stres způsobený jejich nemožností. Nemusí pak být zřejmé, zda do definice spadá pouhé erotické zaměření na děti, pokud svému nositeli ani dětem nepůsobí žádné problémy. Naopak do těchto definic spadají i případy tzv. „nepravé pedofilie“, kdy se sexuálních kontaktů s osobami pod zákonnou věkovou hranicí dopouští někdo, kdo nemá převažující erotické zaměření na děti. Někteří kritici vytýkají zejména definici v americkém manuálu DSM nekoherentnost, protože slučuje do jedné diagnostické kategorie „pravou“ i „nepravou“ pedofilii a obsahuje sporná kritéria (minimální věkový rozdíl „partnerů“ nebo „objektu“ touhy 5 let, minimální věk diagnostikované osoby atd.).
Pravá pedofilie (ve významu, v jakém pojem pedofilie zavedl Krafft-Ebing) se nazývá též preferenční, strukturální nebo fixovaná. Jejím protikladem v rámci uvažovaných příčin sexuálních kontaktů s dětmi je takzvaná pedofilie nepravá, situační, příležitostná, náhražková, regresní nebo incestní, která není pedofilií ve smyslu Krafft-Ebingovy definice. Zvlášť bývají zmiňovány ještě sadistické příčiny sexuálního kontaktu, zneužití nebo násilí, které rovněž nemusejí být spojeny s pedofilií. K podobnému rozlišování se přiklonili mnozí autoři, například Kinsey, Howells 1981, Abel, Mittleman & Becker 1985, Knight et al. 1985, Brongersma 1990, McConaghy 1993, Ward et al. 1995, Hoffmann 1996, Seikowski 1999.
Patologizující sociálně-kontrolní definice pedofilie nelze považovat za vyčerpávající popis z hlediska psychologie osobnosti, sociální psychologie ani sexuologie. Ucelená teorie pedofilie dosud nebyla vytvořena, resp. není obecně užívána. Mnoho odborníků je si vědomo, že značná většina pedofilně disponovaných osob neprojevuje patologické ani kriminální příznaky, ale tato oblast zatím zůstává za okrajem zorného pole středního proudu vědy.
Někteří odborníci považují za problematické používat termín pedofil k označení pachatelů sexuálních přečinů vůči dětem, zvláště z lékařského hlediska, zvláště když většiny sexuálních přečinů vůči dětem se dopouštějí situační pachatelé, nikoliv lidé, kteří sexuálně preferují prepubertální děti.
Někteří výzkumníci, například Howard E. Barbaree, však naopak chtějí, aby uskutečnění činů bylo jediným kritériem pro diagnózu pedofilie a taxonomie tak byla zjednodušena, protože standardy Americké psychiatrické asociace považují rovněž za neuspokojivé.
Někteří odborníci,
 například Dr. Fred S. Berlin, považují sexuální přitažlivost k dětem za sexuální orientaci samu o sobě. Dr. Berlin píše: „Myslím, že to může být obojí, porucha a orientace.“ Dan Markussen, mluvčí Dánské asociace pedofilů (Danish Pedophile Association), tvrdí, že „sexuální orientace je definována jako celoživotní přitažlivost, což pedofilie evidentně je.“

### Posunuté významy

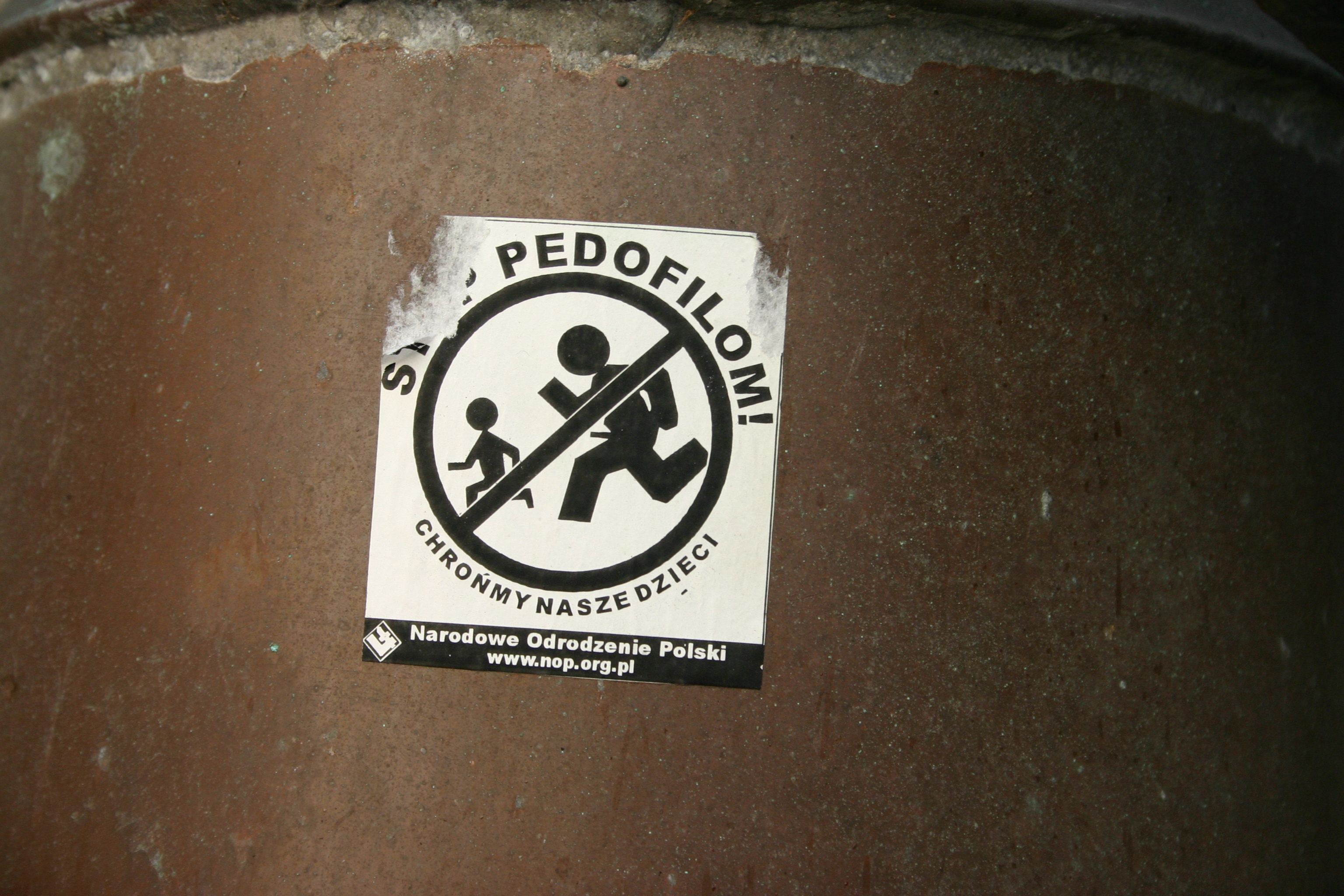
Protipedofilní samolepka Národního obrození Polska v Krakově, 2007

Zejména v masových a bulvárních médiích se stále častěji vyskytuje posunutý, neodborný význam slova pedofilie, a to pro označení sexuálních aktivit s dětmi nebo osobami pod věkovou hranicí stanovenou zákonem, případně pohlavního zneužívání dětí nebo nakládání s dětskou pornografií. Začátkem 21. století tento význam slova začal občasně pronikat i do méně kvalitních úředních dokumentů. V anglojazyčných zemích je již používání termínu v posunutém významu běžné i v oficiálních dokumentech a projevech. Může docházet ke směšování nebo zaměňování tohoto významu s původnějšími psychiatrickými nebo psychologickými významy.

### Zdravotní diagnostické a statistické manuály

#### Mezinárodní klasifikace nemocí
Mezinárodní klasifikace nemocí pod označením F65.4 definuje pedofilii jako sexuální preferenci dětí, obvykle prepubertálního nebo časného pubertálního věku, chlapců, dívek nebo obou pohlaví. Ojedinělý incident nepředstavuje trvalou a převládající tendenci, která se pro tuto diagnózu požaduje. Avšak mezi pedofily zařazuje i muže (u žen je podle MKN pedofilie zjištěna zřídka), kteří si sice zachovávají preferenci pro dospělé sexuální partnery, ale obracejí se na děti jako na náhradní objekty.

#### DSM-IV
Diagnostický a statistický manuál duševních poruch (DSM) Americké psychiatrické asociace (APA), revize 4. vydání (DSM-IV-R), uvádí pedofilii pod kódem 302.2 s následujícími diagnostickými kritérii:
- Po dobu nejméně 6 měsíců opakující se intenzivní sexuálně vzrušující fantazie, sexuální touhy nebo chování zahrnující sexuální aktivity s předpubertálním dítětem nebo dětmi (obecně věku 13 let nebo mladších).
- Osoba uskutečnila tyto touhy nebo sexuální přání a fantazie způsobují zřetelný distres nebo obtíže v meziosobních vztazích
- Věk osoby je nejméně 16 let a je nejméně o 5 let starší než dítě nebo děti podle kritéria A.

Nezahrnují se pozdně adolescentní jedinci zapojení do trvajícího sexuálního vztahu s osobou věku 12 nebo 13 let.
(Skutečná hranice mezi dětstvím a dospíváním (adolescencí) je v jednotlivých případech různá a je obtížné ji definovat přesným určením věku. Například Světová zdravotnická organizace definuje adolescenci jako období mezi 10 a 19 roky věku, ačkoliv obvykle bývá definována jako období od 13 do 18 let.)
Diagnostická kritéria DSM nevyžadují uskutečnění sexuálních aktivit s dítětem. Diagnóza tedy může být založena na přítomnosti pouhých fantazií nebo sexuálních tužeb, pokud subjekt splňuje ostatní kritéria.

#### DSM-5
Příslušná pracovní skupina pro přípravu 5. vydání DSM zveřejnila k 14. říjnu 2010 návrh nových diagnostických kritérií, podle nějž měla být pod kódem 302.2 dosavadní porucha „pedofilie“ nahrazena diagnostickou jednotkou „pedohebefilní porucha“ (Pedohebephilic Disorder) a diagnostická kritéria měla být rozšířena i na přitažlivost nebo chování vůči dospívajícím dětem (t. j. kromě přitažlivosti k osobám v prvním vývojovém stadiu podle Tannerovy stupnice má zahrnout i druhé a třetí). Definice v MKN-10 přitažlivost k raně pubertálním dětem již zahrnuje. V listopadu 2010 byl zveřejněn další návrh, v němž pod kódem U 03 je uvedena „pedofilní porucha“, v podrobnější specifikaci rozlišená na klasický typ (zaměření na předpubertální děti, obecně pod 11 let věku), hebefilní typ (zaměření na pubertální děti, obecně věku od 11 do 14 let) a pedohebefilní typ, tedy zaměření na obě věkové kategorie. Dále je rozlišeno zaměření podle pohlaví, k němuž je dotyčný sexuálně přitahován. Pokud se v posledních letech v nekontrolovaném prostředí neobjevily příznaky poruchy (distres nebo „opakované chování“), má být klasifikována pedofilní porucha v remisi.
Diagnostická položka U 03 Pedophilic Disorder (pedofilní porucha) podle návrhu z druhé poloviny roku 2011 má mít tato kritéria:
- A. Po dobu nejméně 6 měsíců opakující se intenzivní sexuální vzrušení z předpubertálních nebo raně pubertálních dětí, projevující se fantaziemi, touhami nebo chováním nebo rozsáhlým používáním pornografie zobrazující děti tohoto věku
- B. Osoba uskutečnila tyto touhy nebo sexuální přání a fantazie způsobují zřetelný distres nebo zhoršení (postižení) v sociální, pracovní nebo jiné důležité oblasti fungování
- C. Věk osoby je nejméně 18 let a je nejméně o 5 let starší než děti podle kritéria A nebo kritéria B.

Přejmenování diagnostické jednotky „pedofilie“ na „pedofilní poruchu“ a obdobná změna u ostatních parafilií je v návrhu zdůvodněna konsensem pracovní skupiny, že pouhá parafilie (kritérium A) není psychiatrickou poruchou a nevyžaduje psychiatrickou intervenci. Parafilní poruchou je až současné splnění kritéria B (a C). Ve vlastním nově navrhovaném textu však pojem pedofilie a jeho vztah k pojmu pedofilní poruchy není vůbec zmíněn.
Zahrnutí hebefilie (která je v americkém pojetí, na rozdíl od evropského, definována zaměřením jen na věk raného dospívání a bez ohledu na pohlaví) do klasifikace poruch prosazuje nejméně od roku 2008 především Ray Blanchard (předseda pracovní podskupiny DSM-5 pro parafilie) a další sexuologové z Torontské univerzity, mnozí jiní odborníci (např. Richard Green, editor DSM-IV Michael First, Karen Franklin či Charles Moser) se však k patologizaci reprodukčně funkčního chování za účelem podpory právních a společenských norem postavili kriticky, William O'Donohue naopak požadoval ještě širší kritéria.
Spor při přípravě DSM-5 vznikl ohledně těch pedofilů, kteří nesplňují kritéria pedofilie jako poruchy, protože nesplňují diagnostické kritérium B (uskutečnění parafilních tužeb nebo klinicky významný distres či vztahové obtíže). Zatímco Richard Green považuje za odpovídající řešení vypustit pedofilii z klasifikace poruch, William O'Donohue preferuje vypuštění kritéria B, tj. patologizaci i těch pedofilů, kteří nesplňují dosavadní obecná kritéria psychické poruchy. Ray Blanchard navrhl řešení aplikovatelné pro všechny parafilie, které spočívá v odlišení pojmu parafilie od pojmu parafilní poruchy, přičemž samotné zjištění parafilie ještě nemusí být důvodem k diagnóze parafilní poruchy a mírné a neškodné parafilie by nebyly patologizovány.
K dosavadní podmínce DSM-IV, která vyžadovala "opakující se intenzivní" fantazie, tužby nebo chování po dobu nejméně 6 měsíců, byla v návrhu z roku 2010 do nově navržených kritérií jako alternativa navržena i situace, kdy vzrušení vůči předpubertálním nebo pubertálním dětem je stejné nebo větší než vůči dospělým jedincům (a to i v případě, kdy není opakující se nebo intenzivní podle původní podmínky). Jde tedy o návrat relativního (preferenčního) kritéria podle DSM-III při současném zachování kritéria intenzity, jímž DSM-III-R preferenční kritérium nahradil. Návrh DSM-5 z roku 2011 se od této změny odvrátil a vrátil se v podstatě k formulaci z DSM-IV, podle níž by pedofilie by mohla být diagnostikována i u toho, u koho převažuje například zaměření na dospělé a naopak nemůže být diagnostikována u toho, u koho sexuální tužby nejsou intenzivní.
Zatímco DSM-IV v kritériu B vyžadovala, aby osoba pedofilní touhy buď uskutečnila anebo kvůli nim trpěla klinicky významný, v revidované verzi už jen zřetelný distres nebo meziosobní obtíže, podle návrhu DSM-5 z roku 2010 k diagnóze postačí i to, aby osoba takovou stimulaci od dětí vyhledávala („the person has sought sexual stimulation“), naopak samotné uskutečnění bez vyhledávání již není zahrnuto. Nově byla navržena také podmínka, že se toto vyhledávání (usilování) musí týkat dvou nebo více předpubertálních dětí nebo nejméně tří dětí, z nichž nejméně jedno je pubertální (pubescent). (Dlouhodobý sexuální vztah s jedním dítětem nebo přitažlivost k němu by tedy k naplnění diagnostických kritérií nestačily.) Návrh z roku 2011 se víceméně vrací ke znění DSM-IV, pouze děti v kritériu A jsou uvedeny jen v množném čísle a výraz „meziosobní obtíže“ v kritériu B je nahrazen spojením „zhoršení (postižení) v sociální, profesní nebo jiné důležité oblasti“. Zatímco DSM-IV v kritériu A obsahovala chování zahrnující sexuální aktivity s dítětem nebo s dětmi, návrh DSM-5 z roku 2011 hovoří o sexuálním vzrušení z dětí manifestovaném mimo jiné v chování (avšak není již specifikováno, o jaké chování by mělo jít) a mezi způsoby manifestace intenzivního sexuálního vzrušení je explicitně zmíněno intenzivní užívání pornografie zobrazující děti.
Podle návrhu DSM-5 z roku 2010 měly být nově do diagnózy pedohebefilní poruchy zahrnuty i případy, kdy osoba netrpí klinicky významným stresem ani nevyhledává a neuskutečňuje sexuální kontakty s dětmi, ale jen po dobu delší šesti měsíců opakovaně užívá pornografii zobrazující předpubertální nebo pubertální dětí a je jí silněji sexuálně vzrušena než pornografií zobrazující fyzicky dospělé osoby (podmínka opakovaného dlouhodobého užívání a podmínka vzrušivosti jsou v konjunkci. tj. k diagnóze nestačí splnění jedné z nich, ale musí být splněny obě). Návrh z roku 2011 se vrátil blíže k formulaci DSM-IV, přičemž rozsáhlé užívání pornografie je zařazeno do kritéria A, nikoliv do kritéria B (t. j. je příznakem pedofilie, ale pokud nepůsobí společenské problémy nebo distres, nepostačuje k diagnóze pedofilní poruchy).
Dále bylo v obou návrzích DSM-5 (2010 i 2011) navrženo zvýšení dosavadního věkového kritéria diagnostikované osoby ze 16 na 18 let. T. j. zatímco podle DSM-IV nebylo možno diagnostikovat pedofilii u osoby mladší 16 let, návrh DSM-5 to striktně vylučuje u všech osob mladších 18 let. Je navrženo zachování podmínky věkového rozdílu nejméně 5 let vůči přitažlivým osobám.
Navrženo je rozlišení na pedofilní typ, v návrhu z roku 2011 přejmenovaný na klasický typ (obecně do věku 11 let), hebefilní typ (obecně věk 11 až 14 let) a pedohebefilní typ (přitažlivost k oběma věkovým kategoriím), dále rozdělení podle přitažlivosti k mužskému, ženskému nebo obojímu pohlaví (termíny homosexuality nebo heterosexuality nejsou v tomto návrhu kritérií použity ani zmíněny). DSM-IV specifikuje věk dětí "obecně 13 let nebo mladší".
Preferenční kritérium je zahrnuto v odstupňování vážnosti poruchy. Stupněm 0 (none, žádná) je klasifikováno, když nejsou žádné známky parafilních tužeb, fantazií nebo chování, stupeň 1 (mild, mírná) je, když parafilní projevy jsou slabší než normofilní, stupeň 2 (moderate, přiměřená) označuje, když parafilní projevy jsou přibližně stejné jako normofilní, stupeň 3 (severe, vážná) značí, že parafilní projevy jsou silnější než normofilní a stupeň 4 (very severe, velmi těžká), když parafilní projevy zcela vytlačily normofilní.

## Příbuzná zaměření, projevy a stavy
Erotická reaktivita vůči dětem v kojeneckém věku (nepiofilie) nebo v předškolním věku (infantofilie) se někdy od pedofilie rozlišují, popřípadě se považují za specifické typy pedofilie. U žen zpravidla splývají s mateřským instinktem, který někteří odborníci považují za velmi příbuzný se schopností erotického přilnutí.
Erotická reaktivita vůči dospívajícím chlapcům někdy bývá označována jako efebofilie (efébos je řecky mladík). Některé diagnostické metodiky rozlišují zaměření jemněji, např. Kurt Freund rozlišoval dva typy efebofilie podle toho, zda se vztahují ke starším dospívajícím, nebo mladším dospívajícím.
Erotická reaktivita vůči dospívajícím dívkám bývá nazývána hebefilie nebo korofilie.
Většina speciálnějších označení není součástí obecně známé a užívané terminologie a zůstává svázána s konkrétními odborníky, vědeckou školou nebo teorií. V angličtině někdy bývají pojmy efebofilie a hebefilie považovány za synonymní a obě jsou užívána jak pro náklonnost k chlapcům, tak k dívkám. V některé literatuře (např. Úvod do sociologie, Jan Jandourek, Portál 2003, str. 112) je pro náklonnost k chlapcům užíván tradiční starořecký výraz „pederastie“, zatímco slovo „pedofilie“ je považováno jen za označení náklonnosti k dívkám.

## Výskyt

### Výskyt v populaci
Definice pedofilie nemá ostrou hranici a není jednotná, proto nelze výskyt (prevalenci) pedofilie v populaci vyčíslit způsobem, který by měl obecnou vypovídací schopnost. Přesněji sledovat lze pouze četnost trestních případů, které s pedofilií souvisí jen nepřímo, případně četnost zdravotnických intervencí vykazovaných v souvislosti s diagnózou pedofilie. Většina pedofilně disponovaných osob však do těchto případů nespadá.
Některé studie došly k závěru, že nejméně čtvrtina dospělých mužů (lidí?) může pociťovat sexuální vzrušení ve vztahu k dětem. Kurt Freund a kol. (1972) se vyjádřil, že „u mužů s nedeviantní objektovou preferencí se nepochybně vyskytují pozitivní sexuální reakce vůči (nahým) 6–8letým dívkám.“
V roce 1989 Briere a Runtz provedli výzkum 193 vysokoškolských studentů-mužů ve vztahu k pedofilii. Z tohoto vzorku 21 % přiznalo sexuální přitažlivost k některým malým dětem; 9 % udávalo sexuální fantazie zahrnující děti; 5 % přiznalo masturbaci s těmito fantaziemi a 7 % připustilo možnost sexuálních aktivit s dítětem, pokud by se mohli vyhnout odhalení a potrestání. Tyto sexuální zájmy byly asociovány (korelovaly) s negativními ranými sexuálními zkušenostmi, masturbací s pornografií, respondentem udávanou možností znásilnění ženy, sexuální promiskuitou a názory podporujícími nadřazenost muže nad ženou. Autoři také poznamenali, že „vzhledem k předpokládané společenské nepřijatelnosti takových přiznání je možno předpokládat, že skutečné počty byly ještě vyšší“.
Hall a kol. z Kent State University ve své studii
zjistili, že z jejich vzorku, 80 dospělých mužů – dobrovolníků, z nichž jen 20 % přiznávalo nějakou přitažlivost k předpubertálním dívkám, 32,5 % vykazovalo ve vztahu k heterosexuálním pedofilním podnětům stejné nebo větší sexuální vzrušení než vůči dospělým podnětům.
Citované výzkumy se většinou zaměřují úzce na genitální projevy pedofilie. Citové a vztahové projevy pedofilie (schopnost zamilovat se do dětí a citově k nim přilnout, pocit naplnění a štěstí ze vztahu s nimi) hrají sice v praxi často při stanovení diagnózy pedofilie rozhodující roli, avšak ve výzkumech je ze společenských i metodologických důvodů není možné odlišit od sociálně akceptovaných a oceňovaných citů a vztahů interpretovaných obvykle jinak než jako projev pedofilie. Důležitost proceptivních (negenitálních) projevů pedofilie pro diagnostiku zdůrazňuje například Aleš Kolářský a Jaroslav Madlafousek ve své teorii sexuálního motivačního systému (SMS).
Pedofilií žen se téměř žádné výzkumy nezabývají, mimo jiné i proto, že neorgasmické genitální erotické projevy jsou u žen méně zřetelné a příznačné. Citové a vztahové projevy vůči nejen vlastním, ale i cizím dětem jsou od žen očekávány a jsou mnohem snáze považovány za přirozené a normální i v případech, kdy by obdobný kontakt nebo vztah ze strany muže byl již považován za podezřelý nebo nepatřičný. Mezinárodní klasifikace nemocí se s tímto faktem vypořádává opatrnou formulací: Pedofilie je zřídka zjištěna u žen.
Přestože je v odborných textech (na rozdíl od laického povědomí) obvykle obecně uznáváno, že převážná většina pedofilně disponovaných osob nepatří mezi pachatele sexuálních deliktů, neproblémové a socializované projevy pedofilie a nekriminální pedofilové nejsou publikovanými studiemi významně reflektováni.

### Výskyt mezi pachateli sexuálních deliktů vůči dětem
Pachatel sexuálního zneužití dítěte je, navzdory všem lékařským definicím, obvykle považován a označován za pedofila. Příčinou však mohou být jiné motivace jako stres, manželské problémy, nemožnost nalezení dospělého partnera nebo příčinou násilí mohou být nesexuální důvody. Sexuální zneužití dítěte tak může a nemusí být příznakem, že pachatel je pedofilem, většina takových pachatelů ve skutečnosti nemá sexuální zájem primárně o děti.
Ti pachatelé sexuálních deliktů vůči dětem, kteří nesplňují běžná diagnostická kritéria pedofilie, bývají nazýváni jako situační, příležitostní nebo regresní pachatelé. Mnohé studie došly k závěrům, že pouze 2–10 % z pachatelů pohlavního zneužití dítěte splňuje běžná kritéria pedofilie. (Kinsey-Report, Lautmann, Brongersma, Groth). Dle českého sexuologa Petra Weisse tvoří pedofilové 10 % pachatelů pohlavního zneužívání dětí.
Některé zdroje však podíl lidí s pedofilií uvádějí podstatně vyšší, například psychiatr z New Yorku Gene Abel v knize Stop Child Molestation popisuje výsledky studie 2429 pachatelů sexuálního zneužití provedené klinikou Mayo Clinic, podle níž lidé s pedofilií obtěžovali 88 % z obětí pohlavního zneužívání a spáchali 95 % z jednotlivých případů pohlavního zneužívání. Některá z těchto čísel pak citují i některé další knihy zabývající se pohlavním zneužíváním. Hallovi však v těchto údajích počítali mezi pedofily i tzv. neexkluzivní pedofily, tedy osoby zaměřené zároveň na dospělé i na děti, tedy které děti nepreferují – takové osoby se podle některých definic za pedofily nepovažují. Za exkluzivní pedofily se podle Halla označilo pouze 7 % ze zkoumané skupiny pachatelů, což koresponduje s odhady jiných výzkumníků.
Abel, Mittleman, and Becker (1985) a Ward a kol. (1995) poznamenali, že jsou obvykle velké charakteristické rozdíly mezi těmito dvěma typy pachatelů. Situační pachatelé mají sklon se deliktu dopustit v době stresu. Mají méně obětí, často z okruhu rodiny, a obecně preferují dospělé partnery. Pedofilní pachatelé podle této studie často začínají se svým deliktem v ranějším věku, často mívají větší počet obětí, které častěji nepocházejí z okruhu rodiny. Mají ke svým činům silnější pohnutky a zastávají hodnoty a názory, které silně podporují „deliktní“ životní styl. Předpokládá se, že ve většině případů incestu mezi otcem a dcerou je otec situačním pachatelem, nikoliv pedofilem.

## Pedofilie a společnost

### Spojování pedofilie s nebezpečností a trestnou činností
Právní předpisy a oficiální dokumenty československé, české i významných mezinárodních institucí donedávna zásadně nesměšovaly lékařsko-psychologický pojem pedofilie s trestnými činy nebo společensky problematickými jevy, zejména pohlavním zneužíváním dětí a dětskou pornografií. Tato záměna byla typická zejména pro některé novinářské styly nebo nepřesné překlady z jiných jazyků a pro laickou veřejnost. Například článek MF Dnes z 13. května 2004 nesl název Stát vyhlásil válku pedofilům, ačkoliv referoval o krocích a záměrech, v nichž státní orgány pedofily ani pedofilii nezmiňovaly.
Přibližně po roce 2000 začalo spojování, případně zaměňování těchto fenoménů častěji pronikat i do některých oficiálnějších dokumentů.
Skupina poslanců PSP ČR zvolených za KSČM, v čele s Milanem Bičíkem, v důvodové zprávě ke svému návrhu novely trestního zákona ze 14. prosince 2006 uvedla: „Po internetu si osoby s pedofilními sklony vyměňují nebo prodávají fotografie a videonahrávky dětí, včetně dětských pornografických materiálů. Současně na svých chatových místnostech probírají své postoje, pocity a sexuální zážitky. Vzájemně se utvrzují v tom, že jejich sexuální orientace není nic špatného a že bude jednou společností akceptována a respektována tak, jako je v současnosti akceptována a respektována homosexualita. Tím dochází k nebezpečné relativizaci pedofilní orientace. (…) Tyto osoby rovněž prostřednictvím dětských chatových místností navazují kontakt s dětmi, který v mnoha případech může směřovat až k navazování kontaktů osobních.“

### Akceptované projevy pedofilie

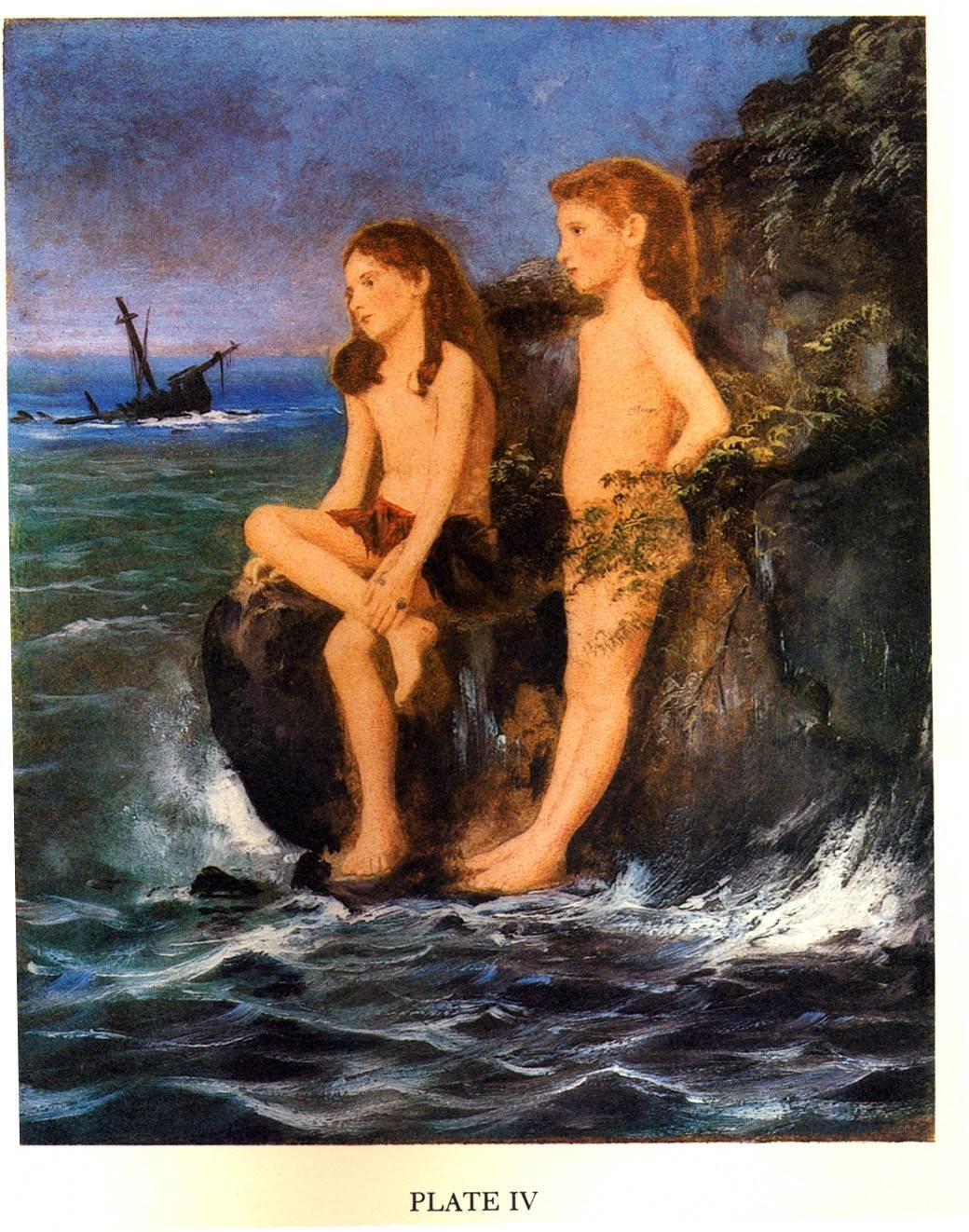
Portrét Anny a Františky Hendersonových od Lewise Carrolla, červenec 1879

Přestože lékařské pojetí se zabývá pedofilií především jako poruchou, i někteří sexuologové zmiňují, že pedofilní orientaci mělo také mnoho lidí, kteří byli dětem významně přínosní (právě v souvislosti s touto vlastností) a nebyli přitom kvůli tomuto založení považováni za nebezpečné. Například český sexuolog prof. Petr Weiss pro slovenské noviny Nový čas sdělil svůj názor, že pedofily byli Hans Christian Andersen, Lewis Carroll i Jaroslav Foglar. Sexuoložka a psychoterapeutka Hana Fifková v rozhovoru pro časopis Psychologie dnes v roce 2002 popsala, jak terapeuticky doprovázela klienta, který k ní ve svých 14 letech přišel s diagnózou homosexuální pedofilie a nyní úspěšně vede dětské oddíly, a vyjádřila názor, že „pedofilně orientovanému člověku by se v práci s dětmi bránit nemělo, tím spíše, je-li se svou sexualitou vyrovnán.“

### Emancipační hnutí

CLogo (butterfly hearts logo), jako jehož autor je uváděn Norbert de Jonge, bylo registrováno u příslušného úřadu Beneluxu 15. února 2002 a bylo jedním ze symbolů emancipačního hnutí. Má symbolizovat 4 doporučená pravidla: souhlas dítěte i dospělého, otevřenost vůči rodičům dítěte, svoboda dítěte kdykoliv ustoupit ze vztahu a soulad s vývojem dítěte. Čtyři srdce ve dvou barvách a dvou velikostech znázorňují dospělé a děti obou pohlaví.

Zhruba od šedesátých let 20. století se profilují odborné diskursy i aktivistická hnutí, která si vesměs kladou za cíl destigmatizaci pedofilie, upozornit na rozdíl mezi pedofilií a zneužíváním dětí, méně negativní pohled na pedofilii a boj s protipedofilními postoji, případně pomoc osobám s pedofilním založením.
Na odborné úrovni se pedofilií z těchto pozic zabývali či zabývají například Frits Bernard, Theo Sandfort, Edward Brongersma, Frans Gieles.
V letech 1987–1995 vycházel odborný peer-reviewovaný časopis Paidika: The Journal of Paedophilia, vydávaný nizozemskou neziskovou organizací Stichting Paidika Foundation.
Z aktivistických hnutí jsou významnější například severoamerická NAMBLA (zal. 1978), nizozemský MARTIJN. (zal. 1982), Dánská asociace pedofilů (1985–2004), nizozemský JON
Problematice pedofilie nebo vztahů mezi dětmi a dospívajícími nebo dospělými se věnuje několik tematických portálů a on-line knihoven, například Ipce, z křesťanských pozic Philia.
Zhruba od roku 1997 začala být klasická forma organizování doplňována a nahrazována komunikací po internetu, která v omezené míře umožňuje jak komunikaci mezi pedofilně zaměřenými osobami s různými názory navzájem, tak účast v diskusích se širší veřejností včetně lidí v jiných životních situacích nebo zastánců různých příbuzných či naopak oponujících názorových směrů. V rámci svého sebeurčení aktivisté začali označovat vztahy, city nebo zaměření k chlapcům jako boylove, zkráceně BL, a vztahy, city nebo zaměření vůči dívkám jako girllove, zkráceně GL, pedofilové se označují jako boyloveři nebo girlloveři. Někteří jednotlivci a skupiny hlásící se k těmto pojmům akcentují vztahovou rovinu a odmítají explicitně sexuální kontakty s dětmi, popřípadě se distancují i od označení „pedofil“, jiní se snaží formulovat etické zásady, které připouštějí za určitých kritérií přijatelnost takových kontaktů.
Takzvaný Boylove manifest, který v roce 1997 napsal sedmnáctiletý boylover s přezdívkou jay_h, byl po několik let v překladech do mnoha jazyků umístěn na mnoha internetových stránkách. Postupně jeho význam poklesl.
V Česku a na Slovensku působí Československá pedofilní komunita (ČEPEK), která sdružuje pedofily za účelem jejich osvěty a sebepoznání, aby dopomohla prevenci sexuálního zneužívání dětí. V roce 2014 byl natočen dokumentární film Danielův svět, v němž vystupuje homosexuální pedofil Daniel, člen Československé pedofilní komunity, který zde otevřeně pod svou identitou popisuje svůj život a zamilování do mladého chlapce, syna svého kamaráda.

Cyproteronacetát (CPA, Androcur) vyvinutý v Německu roku 1963 patří v České republice k nejčastěji nasazované antiandrogenní farmakoterapii

### Léčba
V mnoha zemích je obvyklé ukládat pachatelům sexuálních trestných činů souvisejících s dětmi soudně ústavní nebo ambulantní léčbu. V některých zemích, například v České republice, je tato léčba označována za léčbu pedofilie, ačkoliv ve skutečnosti cílem léčby není změna vlastní orientace, ale úprava chování nebo nespecifické tlumení sexuálního pudu.
Někteří pedofilové vyhledávají léčbu dobrovolně, i když jejich problémem nejsou kriminální sklony. V takovém případě jde zpravidla o léčbu či poradenství související s druhotnými následky situace pedofilů ve společnosti, tedy depresí, úzkostí, traumatických a posttraumatických stavů, konfliktů a frustrací, hledání smyslu života a životního stylu atd.
Léčba nezmění sexuální orientaci jedince, ale sníží jeho sexuální pud a poskytne mu náhled na jeho sexualitu.